# Patrioternes spil
Patrioternes spil er en roman, skrevet af Tom Clancy i 1987. CIA-analytikeren Jack Ryan er, som i de fleste af Tom Clancys bøger, hovedpersonen.
Patrioternes spil er blevet filmatiseret med Harrison Ford i hovedrollen som Jack Ryan.
Handlingen er Eks-CIA-manden Jack Ryan er på ferie i London og hindrer en dag et mordforsøg på medlemmer af den kongelige familie. Han dræber een af terroristerne, sårer en anden mens en tredje undslipper. Jack bliver såret og vågner op på hospitalet som dagens helt. Men også som terroristernes fjende nr. 1. De vil hævne sig på ham, og de er helt uden skrupler. Og det er et specielt had, der driver en af terroristerne: Sean Miller, hvis bror Jack skød under aktionen. Han bliver arresteret, dømt og skal overføres til et topsikret fængsel. Jack kan ånde lettet op hjemme i USA. Indtil han får den besked at Miller er undsluppet på vej til fængslet. Og at alle terroristerne træner i Libyen og planlægger hvordan de kan få ram på Jack og hans familie...
| Bog | Spire Denne artikel om bøger og tidsskrifter er en spire som bør udbygges. Du er velkommen til at hjælpe Wikipedia ved at udvide den. |